# کن راس (دوچرخه‌سوار)
کن راس (انگلیسی: Ken Ross; ۱۱ اوت ۱۹۰۰ – ۱ مارس ۱۹۷۴) دوچرخه‌سوار اهل استرالیا بود. وی سابقه یک قهرمانی و دو نایب قهرمانی در تور گولبرن به سیدنی در دهه ۱۹۲۰ را در کارنامه دارد.